# Juan Breva

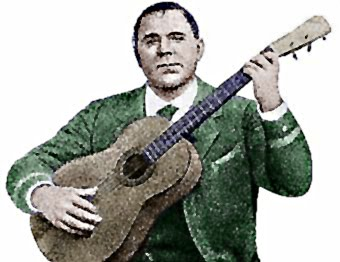
Juan Breva

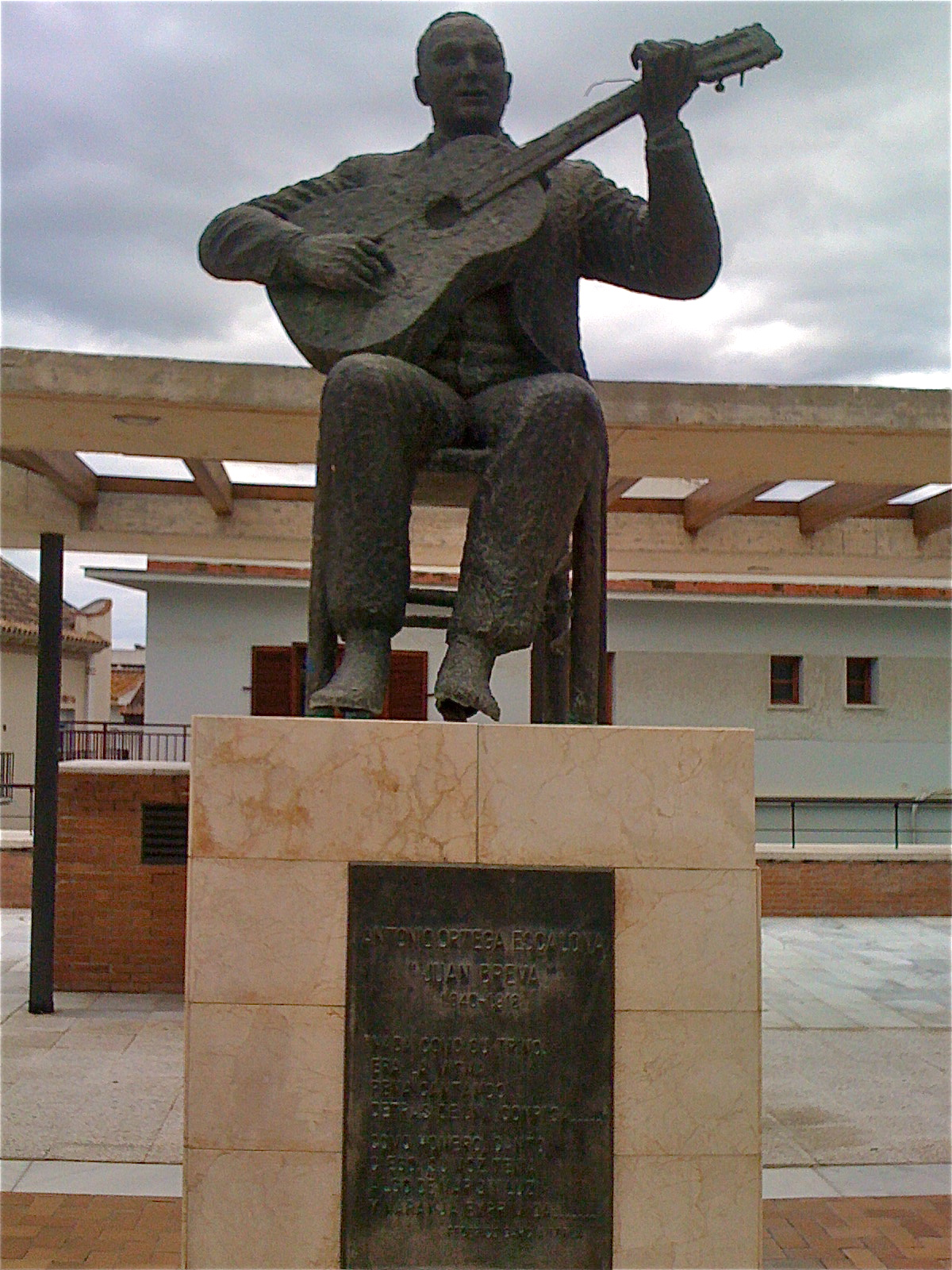
Pomnik poświęcony Juanowi Breva w Vélez-Málaga.

Antonio Ortega Escalona (ur. 1844 w Vélez-Málaga w prowincji Malaga w Hiszpanii, zm. 1918 w Maladze w Hiszpanii), lepiej znany jako Juan Breva – jeden z najwybitniejszych śpiewaków flamenco w Maladze. Spopularyzował malagueñę, jeden z lżejszych stylów flamenco.
Breva nie był śpiewakiem pochodzenia romskiego (muzyka flamenco ma korzenie w muzyce cygańskiej) i śpiewał głównie w stylu fandango w czasie, gdy najbardziej popularnym stylem sceny flamenco był styl cygański.
Wyniósł malagueñę na takie wyżyny, że stał się najbardziej popularnym pieśniarzem, występując w tawernach i kawiarniach. Wkrótce malagueña stała się bardzo popularna w Andaluzji, a potem na terenie całej Hiszpanii. Popularna do tego stopnia, że w owych czasach było więcej pieśniarzy malagueñy, niż jakiegokolwiek innego palos (stylu) flamenco.
Juan Breva stał się najlepiej opłacanym piosenkarzem hiszpańskim. Płacono mu 25 peset (sumę na owe czasy niebagatelną) za pojedynczy występ a zwykle dawał trzy występy w ciągu jednej nocy. W stosunkowo krótkim czasie stał się nie tylko sławny, ale i bogaty.
Był pierwszym piosenkarzem flamenco, który dał występ w pałacu królewskim, przed obliczem króla Alfonsa XII i królowej Hiszpanii. Sam także był nazywany królem, królem malagueñy.
Hiszpański poeta Federico García Lorca poświęcił mu wiersz pt. Juan Breva w swoim zbiorze wierszy Liryka pieśni głębokiej (hiszp. Poema del cante jondo).